# Thunder (canción de Imagine Dragons)
«Thunder» (en español: «Trueno») es una canción de la banda estadounidense de Pop rock Imagine Dragons. Fue lanzada el 27 de abril de 2017 por medio de KIDinaKORNER e Interscope Records como el segundo sencillo de su tercer album de estudio, «Evolve». Fue escrita por los intérpretes, el productor inglés Alex Da Kid y el compositor Jayson DeZuzio.

## Video musical
El videoclip fue estrenado el 2 de mayo de 2017. En este, se muestra el fragmento donde participan supuestos alienígenas y extraterrestres futurísticos recorriendo la ciudad. Fue dirigido por Joseph Kahn y grabado en Dubái.

## Lista de sencillos
| Thunder: Descarga digital |           |                 |          |  |
| N.º                       | Título    | Artista(s)      | Duración |  |
| 1.                        | «Thunder» | Imagine Dragons | 3:07     |  |

| Thunder: CD Promocional |            |                 |          |  |
| N.º                     | Título     | Artista(s)      | Duración |  |
| 1.                      | «Thunder»  | Imagine Dragons | 3:07     |  |
| 2.                      | «Believer» | Imagine Dragons | 3:24     |  |

## Créditos
Adaptado del booklet de «Evolve».
Thunder
- Interpretado por Imagine Dragons.
- Escrito por Dan Reynolds, Wayne Sermon, Ben McKee, Daniel Platzman, Alexander Grant para KIDinaKORNER y Jayson DeZuzio para KIDinaKORNER.
- Publicado por Imagine Dragons Publishing (BMI) / Universal/KIDinaKORNER, KIDinaKORNER / Universal, Inc. (BMI) o/b/o Alexander Grant, y Have a Nice Jay for KIDinaKORNER/Universal, Songs of Universal, Inc. (ASCAP).
- Producido por Alex Da Kid para KIDinaKORNER y Jayson DeZuzio para KIDinaKORNER.
- Programado por Alex Da Kid para KIDinaKORNER.
- Grabado en “Capitol Studios” (Los Ángeles, California).
- Ingeniería por Travis Ference para KIDinaKORNER en “Capitol Studios” (Los Ángeles, California).
- Mezclado por Manny Marroquin en “Larrabee Studios” (North Hollywood, California).
- Masterizado por Randy Merrill en “Sterling Sound” (Nueva York).

℗ 2017 KIDinaKORNER/Interscope Records
Imagine Dragons
- Dan Reynolds: Voz.
- Wayne Sermon: Guitarra.
- Ben McKee: Bajo.
- Daniel Platzman: Batería.

## Listas de Popularidad
| Alemania        | Official German Charts  | 3   |
| Australia       | ARIA Top 100 Singles    | 6   |
| Austria         | Ö3 Austria Top 40       | 2   |
| Bélgica (Fl)    | Ultratop                | 27  |
| Bélgica (W)     | Ultratop                | 28  |
| Canadá          | Canadian Hot 100        | 40  |
| Escocia         | Scottish Singles Chart  | 34  |
| Eslovaquia      | Singles Digital Top 100 | 2   |
| Eslovenia       | SloTop50                | 49  |
| España          | PROMUSICAE              | 24  |
| Estados Unidos  | Billboard Hot 100       | 4   |
| Filipinas       | Philippine Hot 100      | 41  |
| Finlandia       | Suomen virallinen lista | 16  |
| Francia         | SNEP                    | 162 |
| Hungría         | Single Top 40           | 27  |
| Irlanda         | IRMA                    | 19  |
| Italia          | FIMI                    | 5   |
| Letonia         | Latvijas Top 40         | 1   |
| Malasia         | RIM                     | 17  |
| Noruega         | VG-lista                | 12  |
| Nueva Zelanda   | NZ Top 40 Singles Chart | 4   |
| Países Bajos    | Dutch Top 40            | 33  |
| Portugal        | AFP                     | 13  |
| Reino Unido     | UK Singles Chart        | 21  |
| República Checa | Singles Digitál Top 100 | 2   |
| Suecia          | Sverigetopplistan       | 10  |
| Suiza           | Schweizer Hitparade     | 8   |

## Certificaciones
| País           | Organismo certificador | Certificación | Ventas certificadas | Ref.   |
| -------------- | ---------------------- | ------------- | ------------------- | ------ |
| Alemania       | BVMI                   | 3× Oro        | 600 000             | [ 34 ] |
| Australia      | ARIA                   | 5× Platino    | 350 000             | [ 35 ] |
| Austria        | IFPI — Austria         | 2× Platino    | 60 000              | [ 36 ] |
| Bélgica        | BEA                    | 2× Platino    | 60 000              | [ 37 ] |
| Brasil         | Pro-Música Brasil      | Platino       | 60 000              | [ 38 ] |
| Canadá         | Music Canada           | 6× Platino    | 480 000             | [ 39 ] |
| Dinamarca      | IFPI — Dinamarca       | Oro           | 30 000              | [ 40 ] |
| España         | PROMUSICAE             | Platino       | 40 000              | [ 41 ] |
| Estados Unidos | RIAA                   | Diamante      | 10 000 000          | [ 42 ] |
| Francia        | SNEP                   | Diamante      | 250 000             | [ 43 ] |
| Italia         | FIMI                   | 5× Platino    | 250 000             | [ 44 ] |
| Noruega        | IFPI — Noruega         | 2× Platino    | 20 000              | [ 45 ] |
| Nueva Zelanda  | RMNZ                   | 2× Platino    | 60 000              | [ 46 ] |
| Portugal       | AFP                    | Platino       | 10 000              | [ 47 ] |
| Reino Unido    | BPI                    | Oro           | 400 000             | [ 48 ] |
| Suecia         | IFPI — Suecia          | 5× Platino    | 200 000             | [ 49 ] |

## Historial de lanzamientos
| Región        | Fecha               | Formato          | Discográfica                    | Ref.. |
| ------------- | ------------------- | ---------------- | ------------------------------- | ----- |
| Todo el Mundo | 27 de abril de 2017 | Descarga digital | KIDinaKORNER Interscope Records | [ 4 ] |